# Julias unheimliche Wiederkehr
Julias unheimliche Wiederkehr (Originaltitel: Full Circle) ist ein britisch-kanadischer Horrorfilm aus dem Jahr 1977. Regie führte Richard Loncraine, das Drehbuch schrieb Harry Bromley Davenport nach dem Roman Julia von Peter Straub. Die Hauptrolle spielte Mia Farrow. Der Film erschien in den USA unter dem Titel The Haunting of Julia.

## Handlung
Als die in London lebende US-Amerikanerin Julia Lofting mit ihrer Tochter Kate beim Frühstück sitzt, droht diese plötzlich an einem Apfel zu ersticken. In Panik versucht Julia, dem Kind mit einem Luftröhrenschnitt das Leben zu retten, doch Kate stirbt. Die schwer traumatisierte Julia trennt sich bald darauf von ihrem Ehemann Magnus und zieht mit ihrem neuen Freund Mark in ein altes, großes Haus im Stadtbezirk Holland Park, in der Hoffnung auf einen Neuanfang.
Doch dort geschehen seltsame Dinge. In einem Zimmer im zweiten Stock findet sie die Sachen eines Kindes, und als sie in den Park schaut, sieht sie ein junges Mädchen, das sie für Kate hält. Später sieht Julia das Mädchen erneut und findet dort, wo sie stand, eine verstümmelte Schildkröte und ein Messer.
Julia lädt in ihr neues Zuhause Freunde ein, darunter Magnus’ Schwester Lily. Lily bringt Mrs. Flood mit, ein Medium, das vorschlägt, eine Séance abzuhalten. Während der Séance bekommt Mrs. Flood Angst und fordert Julia auf, das Haus sofort zu verlassen. Kurz darauf fällt eine von Lilys Freundinnen die Treppe hinunter, bevor Mrs. Flood erklären kann, was sie gesehen hat. Später erfährt Julia von Mrs. Flood, dass sie eine Vision von einem Jungen hatte, der im Park verblutet.
Am nächsten Tag, als Julia nicht da ist, bricht Magnus in ihr Haus ein. Er sieht etwas und folgt ihm in den Keller, wo er von der Treppe fällt und sich an einem zerbrochenen Spiegel die Kehle durchschneidet. Unterdessen erfährt Julia, die neugierig auf die früheren Bewohner des Hauses ist, von einem Nachbarn, dass es einst Heather Rudge gehörte, die das Anwesen verkaufte, nachdem ihre Tochter Olivia gestorben war. Bei weiteren Nachforschungen entdeckt Julia einen Artikel über Geoffrey Braden, einen kleinen Jungen, der in den 1940er Jahren im Park ermordet wurde. Julia besucht Geoffreys Mutter Greta, die sagt, ein Landstreicher sei für das Verbrechen verurteilt und hingerichtet worden, aber sie glaube, es waren Kinder, die ihren Sohn ermordet hätten, und zwar Hass, weil er Deutscher war. Sie sagt, sie habe das spätere Leben jener Kinder verfolgt, die an diesem Tag mit Geoffrey im Park waren, und bittet Julia, die beiden anderen, inzwischen erwachsenen Kinder, zu besuchen: Captain Paul Winter und David Swift.
Zuerst besucht sie Winter, doch als sie Geoffrey erwähnt, fordert er sie energisch auf, zu gehen. Dann besucht sie Swift, einen Alkoholiker, der erklärt, dass Olivia eine sadistische Macht über ihn und die anderen Kinder hatte. Er erzählt, dass Olivia ihnen etwas über Sex beigebracht und jeden von ihnen gezwungen habe, ein Tier auf rituelle Weise zu töten. Swift erzählt von Geoffreys Mord, der von Olivia inszeniert wurde: Sie zwang die anderen Jungen, ihn festzuhalten, während sie ihm Gras und Erdklumpen in den Hals stopfte und ihn dann mit einem Mantel erstickte. Nachdem er tot war, kastrierte Olivia ihn mit einem Taschenmesser. Kurz nachdem Julia Swifts Wohnung verlassen hat, rutscht er im Treppenhaus auf einer zerbrochenen Flasche aus und stürzt zu Tode. Unterdessen erzählt Julia ihrem Freund Mark, einem Antiquitätenhändler, was sie herausgefunden hat, aber er glaubt ihr nicht. Am Abend wird er durch einen Stromschlag getötet, als ihm eine Lampe in die Badewanne fällt.
Julia besucht Olivias Mutter Heather in einer psychiatrischen Klinik. Heather gesteht, dass sie Olivia erwürgt hat, nachdem sie von dem Mord an Geoffrey erfahren hatte, und besteht darauf, dass Olivia von Natur aus böse war. Als Julia geht, blickt sie über ihre Schulter zu Heather, die Olivias Augen erblickt und an einem vor Schrecken verursachten Herzinfarkt stirbt. Julia kehrt nach Hause zurück, wo sie Olivias Erscheinung sieht, zuerst im Badezimmerspiegel und dann im Wohnzimmer, wo sie mit Kates geliebtem, auf das Becken schlagenden Clownspielzeug spielt. Julia nimmt Olivia das Spielzeug weg, umarmt sie und bittet sie zu bleiben. Als sie Olivia erneut umarmt, schlitzen ihr die scharfen Kanten des Spielzeugs die Kehle auf. Julia sinkt auf einen Liegestuhl und verblutet.

## Kritiken
Der Film erhielt zum Zeitpunkt seiner Veröffentlichung gemischte Kritiken. Einige Kritiker lobten seine Atmosphäre und die schauspielerischen Leistungen, andere fanden die Handlung vorhersehbar.
Das Heyne-Filmlexikon vergab zwei von fünf Sternen und meinte: „Zum Gähnen langweiliger Geisterfilm.“